# Сапожников Ігор Вікторович
Ігор Вікторович Сапожников  (нар. 21 липня 1954, Кронштадт, Ленінградська область, Російська РФСР, СРСР) — доктор історичних наук (кандидатську роботу захистив у 1987 році), старший науковий співробітник за спеціальністю археологія (2001 рік), провідний науковий співробітник відділу Північно-Західного Причорномор'я Інституту археології Національної академії наук України (Одеса, з 2006 року). Член Міжнародного мамонтового комітету (Санкт-Петербург) та член-представник від України у комісії «Верхній палеоліт» Міжнародної спілки до- і протоісториків (UISPP, Лондон), член Національної спілки журналістів України (2012 рік), Почесний громадянин Овідіополя (2015 рік).

## Життєпис
Ігор Вікторович Сапожников народився 21 липня 1954 року в російському місті Кронштадт, що тоді входило до складу Ленінградської області Російської РФСР СРСР.
Закінчив історичний факультет Одеського державного університету імені І. І. Мечникова 1977 року.
Закінчив позаочну аспірантуру Ленінградського відділення Інституту археології АН СРСР під керівництвом провідного фахівця з первісної історії, професора Павла Борисковського (1987 рік).
Трудову діяльність розпочав робочим Іллічівського морського торговельного порту (1970 рік), пізніше працював учителем історії та суспільствознавста СШ № 1 у місті Іллічівськ (нині — Чорноморськ), служив у Радянській армії (Запорозький топо-геодезичний загін у 1977—1979 роках), був лаборантом новобудовних експедицій Одеського археологічного товариства, Інституту археології Української РСР та Молдавської АН (1979—1981 роки), а також науковим співробітником Іллічівського музею художньої порцеляни (1982—1983 роки).
З 1983 року працює у відділі Північно-Західного Причорномор'я Інституту археології НАН України. У 1999—2002 роках за сумісництвом виконував обов'язки доцента Іллічівського навчально-наукового центру Одеського національного університету ім. І. І. Мечникова, де читав лекції з історії України, економічної історії, релігіїзнавста тощо, а також розробив авторську програму курсу «Історії України» (1999 рік).

## Наукова діяльність
Автор понад 250 наукових праць, з яких 30 монографій та розділів у колективних монографіях, а також близько 250 науково-популярних статей та брошур. Був відповідальним та науковим редактором цілої низки опублікованих книг, збірок статей і матеріалів та колективних монографій, а також є членом науково-методичної Ради Державного архіву Одеської області.
Основні наукові інтереси пов'язані з археологією, в першу чергу з дослідженнями пізнього палеоліту, мезоліту та неоліту степів Північного Причорномор'я та Криму. З 1968 року відкрив близько 70 нових пам'яток цих часів. Провів розкопки стоянок Чобручі (1979 рік) та Велика Акаржа (1988—1993 роки), дослідив стоянки Зелений Хутір І та ІІ, Кам'янка, Роксолани, Карпово, поселення Майнову Балку та ін., брав участь у розкопках стоянок Івашків VI, Анетівка ІІ, Міра, Заскельна VI та ІХ, Мирне, Добрянка, Плютовище, поселення Усатовє, городищ Картал, Ніконій, Алтин-депе та ін. У січні 2006 року захистив докторську дисертацію «Пізній палеоліт степів південного заходу України». З окремих напрямків надає перевагу хронології пам'яток, палеоекології, палеоекономиці, культурно-історичній періодизації. Брав участь у низці міжнародних проектів та програм, зокрема, з хронології пам'яток Півдня України (ІА НАН України та університет Сорбона-2), а також кам'яної сировинної бази (ЕКОНЕТ, 2005—2006 роки). Був учасником понад 50 наукових конференцій, симпозиумів та конгресів різного рівня у різних країнах.
Протягом шістьох років був начальником Буго-Дністровської новобудовної експедиції ІА НАН України [Архівовано 11 листопада 2009 у Wayback Machine.] (1988—1993 роки), яка проводила розвідки у зонах будівництва зрошувальних систем, водо- і газопроводів, шляхів та залізниць, а також за програмою створення «Зводу пам'яток історії та культури України». В ході цих робіт експедиція виявила в Одеській області понад 500 нових пам'яток (стоянок, поселень, курганів та ін.). Крім того, експедиція дослідила поселення епохи пізньої бронзи Старе Бугово (1992 рік). У складі інших новобудовних експедицій як начальник загону або заступник начальника експедиції самостійно розкопав понад 50 курганів на території України та Молдови.
У 2006—2007 роках керував роботами Ізмаїльської новобудовної експедиції Інституту археології НАН України, в ході яких були поновлені систематичні розкопки на території фортеці Ізмаїл. Так, біля мечеті пророка Муххамеда були знайдені рештки мінарету та християнських перебудов. Крім того, ним вперше були проведені розкопки поселення XVII—XVIII століть Гирібурзина в селі Роксолани на Дністровському лимані, на якому були виявлені рештки напівземлянки чорноморських козаків.
У 2013 році Нижньодністровська експедиція ІА НАН України під його керівництвом провела розкопки земляної фортеці Нового часу — Аджидер-Овідіополь на лівому березі Дністровського лиману.

### Історія українського козацтва
У 1994—1999 роках провів дослідження козацьких кам'яних хрестів на території Одеської області. Протягом останніх 10 років досліджує також історію українського козацтва на теренах Північно-Західного Причорномор'я та Нижнього Дунаю. Результати цих робот опубліковані у 8 книгах, найвідомішою з яких є «Запорізькі та чорноморські козаки в Хаджибеї та Одесі» (1998 рік, співавтор Г. В. Сапожникова). Інша з них — колективна монографія «Хаджибей-Одеса та українське козацтво» отримала у 1999 році перший приз за непересічне суспільне значення на Львівському форумі книговидавців.

### Історико-краєзнавчі дослідження
Особлива сторінка наукової творчості І. В. Сапожникова — історико-краєзнавчі дослідження. Йому належать книги з історії селища Олександрівка-Арнаутівка під Одесою (1999 рік, співавтор Л. Г. Білоусова), міста Чорноморська (2003 рік, співавтор Т. С. Приходченко), наукове редагування та авторство п'яти розділів колективної монографії «Край Овідія: археологія та історія Овідіопольського району» (2005 рік), а також монографія «Минувшина багряних степів: нариси з історії Овідіопольського району» (2007 рік, співавтор С. С. Аргатюк) та ін.

### Етнографія
Ще одним науковим напрямком є етнографія. Так І. В. Сапожников у 1997 році керував роботами загону експедиції «Часи козацькі», яка, крім матеріалів з історичної географії, зібрала низку етнографічних даних в українських селах румунської частини дельти Дунаю. Підсумки цих робіт відображені у двох брошурах.

### Історіографія
Кілька праць вченого присвячені історії картографування території Північного Причорномор'я, а також видатним науковцям — Ш.Пейсонелю, Лафітту-Клаве, А.П.Чіркову, Петру Єфименку, Федору Вовку, В.І.Красковському, П.Й.Борисковському, Михайлу Рудинському, Г.Ф.Коробковій, Олександру Рябініну-Скляревському, В. М. Масону, Федору та В.Ф. Петруням та іншим дослідникам археології, історії та географії Північного Причорномор'я.

### Наукові праці
Основні монографії:
- Палеолит степей Нижнего Приднестровья. — Ч. І: Памятники нижнего и раннего этапа позднего палеолита. — Одесса, 1994.
- Хозяйство и культура населения Южного Побужья в позднем палеолите и мезолите. — Одесса — СПб., 1995. (соавт. Г. В. Сапожникова (1) и Г. Ф. Коробкова (2)).
- Намогильные памятники населения степей Нижнего Приднестровья (конец XVIII — первая половина XIX вв.). — Одесса, 1997.
- Запорожские и черноморские казаки в Хаджибее и Одессе (1770-1820-е годы). — Одесса, 1998 [Архівовано 6 жовтня 2021 у Wayback Machine.]. — 272. (співавтор Г. В. Сапожникова).
- Описание Одессы и Северного Причерноморья 1780-х годов. — Ильичевск: «Элтон-2»–"Гратек", 1999.
- Греки под Одессой: Очерки истории поселка Александровка с древнейших времен до начала ХХ века. — Одесса — Ильичевск: Элтон 2 - Гратек, 1999.(соавт. Л. Г. Белоусова (2)).
- Большая Аккаржа: хозяйство и культура позднего палеолита Степной Украины. — К.: «Шлях», 2003. (сер. «Кам'яна доба України». — Вип. 3).
- Минувшина багряних степів: нариси з історії Овідіопольського району. — Одеса, 2007. (співавтор С. С. Аргатюк).
- Історична географія та етнографія дельти Дунаю. — Іллічівськ, 1998